# Гончар Ігор Михайлович
Ігор Михайлович Гончар (6 січня 1949, Вінниця — 25 грудня 2010, Київ) — екс-глава департаменту ДПАУ з контролю над виробництвом і оборотом спирту, алкогольних напоїв та тютюнових виробів. Сват Віктора Ющенка.

## Біографія
Народився 6 січня 1949 року в Вінниці. У 1969 році закінчив Харківське військове авіаційне училище. В 1970–1972 роках — командир радіовзводу. В 1972–1975 роках — черговий по РТО. В 1977–1980 роках — в розпорядженні 10-го головного управління Генерального штабу Збройних сил СРСР.
У 1980 році закінчив Вінницький національний технічний університет. В 1981–1982 роках — начальник зміни відділення техзабезпечення АСУ. В 1982–1986 роках — старший інженер відділення зв'язку Армії. В 1986–1993 роках — Старший офіцер управління військової авіації Київського військового округу.
У 1991 році закінчив Донецький інститут радянської торгівлі. В 1993–1994 роках — у розпорядженні Міністра оборони України. В 1994–1995 роках — Головний спеціаліст відділу податкових розслідувань ДПА у Подільському районі Києва. В 1995–1996 роках — головний державний податковий ревізор-інспектор — начальник відділу ДПА у Подільському районі Києва. В 1996–2005 роках — головний державний податковий ревізор-інспектор управління по стягненню податкового боргу ДПА у Подільському районі Києва.
З березня 2005 по лютий 2008 року — директор департаменту з питань адміністрування і контролю над виробництвом і оборотом підакцизних товарів ДПАУ. З лютого 2008 року — директор департаменту з контролю над виробництвом і оборотом спирту, алкогольних напоїв та тютюнових виробів (з правами юридичної особи) ДПАУ. Залишив посаду у вересні 2008 року, після скандалу у зв'язку з отриманням хабара у розмірі 20 тисяч доларів США за видачу ліцензії на оптову торгівлю алкоголем.

Могила Ігора Гончара

Був вбитий ножем в горло у власній квартирі 25 грудня 2010 року приятелем, після сумісного розпиття спиртних напоїв. Похований на Байковому кладовищі (ділянка № 52а).

## Родинні зв'язки
І. М. Гончар — батько Михайла Ігоровича Гончара, колишнього цивільного чоловіка дочки Віктора Ющенка — Віталіни, і дід її дочки Ярини-Домініки, першої внучки екс-Президента України.